# Bazylika św. Marcina w Bingen am Rhein
Bazylika św. Marcina (niem. Basilika St. Martin) – rzymskokatolicka świątynia znajdująca się w niemieckim mieście Bingen am Rhein.

## Historia
Wedle legendy w czasach rzymskich w miejscu dzisiejszej bazyliki znajdowała się świątynia Merkurego, zniszczona w 406 roku. Pierwsza wzmianka o kościele pochodzi z roku 793, nosił wówczas wezwanie św. Wawrzyńca. Romański budynek spłonął w 883 roku. W 1006 erygowano tu kapitułę kolegiacką. Budowę nowej świątyni ukończono w 1220, lecz 14 sierpnia 1403 gmach ten ponownie został zniszczony w trakcie wielkiego pożaru miasta. Prace nad nowym, gotyckim kościołem ukończono w 1416 roku, z poprzedniej świątyni zachowano romańską kryptę. W 1505 roku rozebrano północną nawę, a na jej miejscu wzniesiono dwie nowe nawy, w których odprawiano nabożeństwa dla mieszkańców miasta (ta część kościoła nosiła wezwanie św. Barbary). Kapituła straciła na znaczeniu pod koniec XVI wieku, a w 1672 roku abp Johann Philipp von Schönborn formalnie ją zniósł. W 1819 rozebrano zabudowania służące dawniej kanonikom. W 1885 budynek wyremontowano na podstawie projektu Maxa Meckela. 12 marca 1930 papież Pius XI wyniósł kościół do godności bazyliki mniejszej. W 1944 roku świątynia została zniszczona podczas działań wojennych, zawaliło się sklepienie nawy głównej, a część ołtarza głównego została uszkodzona. W 1958 ukończono prace rekonstrukcyjne.

## Architektura i wyposażenie
Świątynia gotycka, czteronawowa, o układzie bazylikowym. Nad ołtarzem wznosi się cyborium z 1768 roku, zaprojektowane przez Johanna Petera Jägera i wykonane przez mogunckiego rzeźbiarza  Petera Heinricha Henckego. Pierwotnie ołtarz zdobił barokowy obraz, który po zniszczeniach wojennych zastąpiono XVII-wieczną Grupą Ukrzyżowania. Witraże w prezbiterium pochodzą z lat 1957–1958. Ambonę z 1681 roku zdobią figury Ojców Kościoła. Ołtarz Mariacki wykonał w 1579 roku Anthonie van Blocklandt, pierwotnie znajdował się w kościele Mariackim w Utrechcie. Wewnątrz przechowywana jest również rzeźba siedzącej na tronie Madonny z ok. 1310 roku oraz gliniane figury świętych Katarzyny i Barbary z ok. 1420 roku. 46-głosowe organy wykonano w roku 1970, rozebrano je w 2015 roku z powodu licznych uszkodzeń. Planowana jest budowa nowego instrumentu z warsztatu Freiburger Orgelbau.

## Galeria

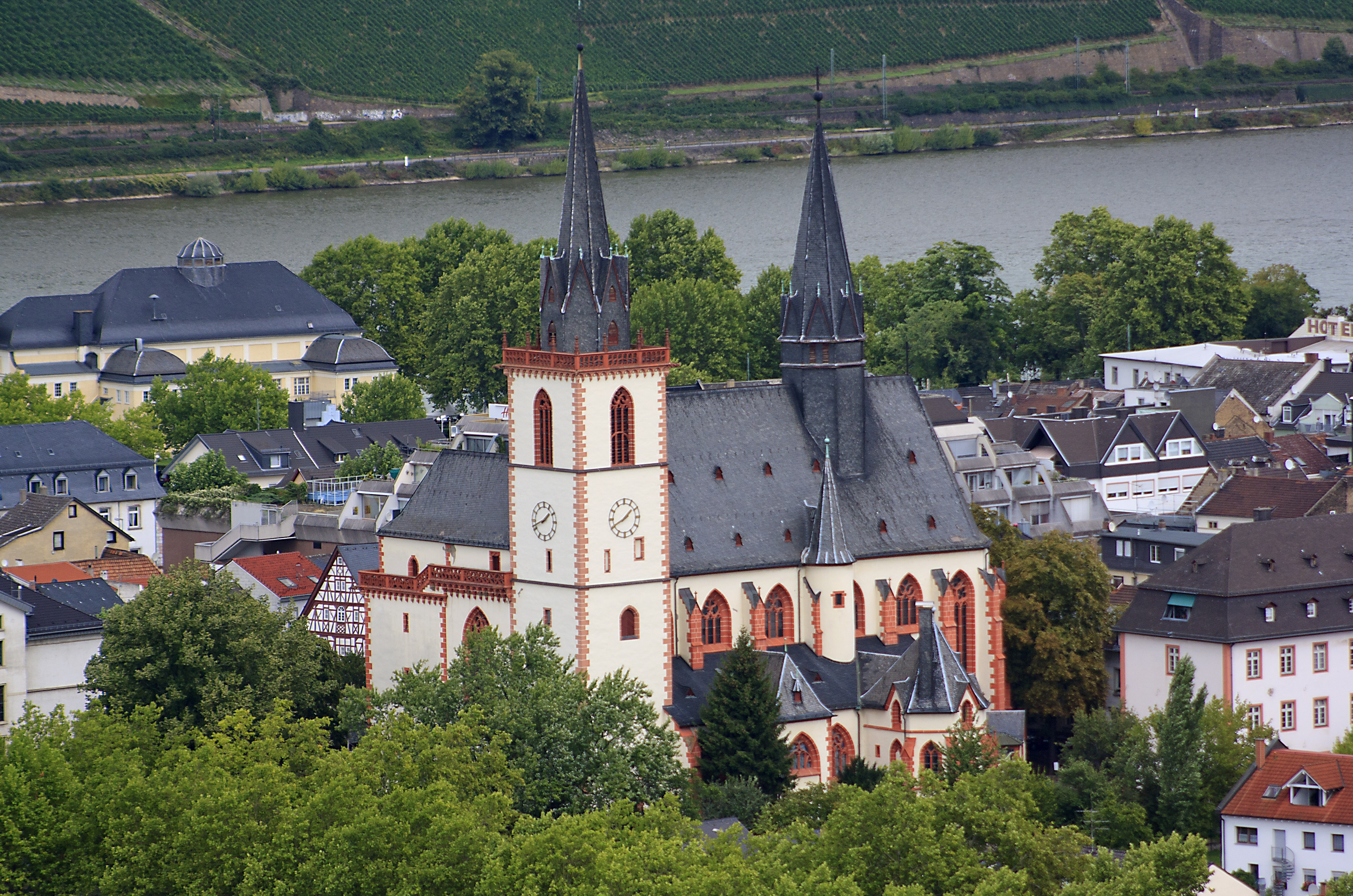
Widok z południowego zachodu
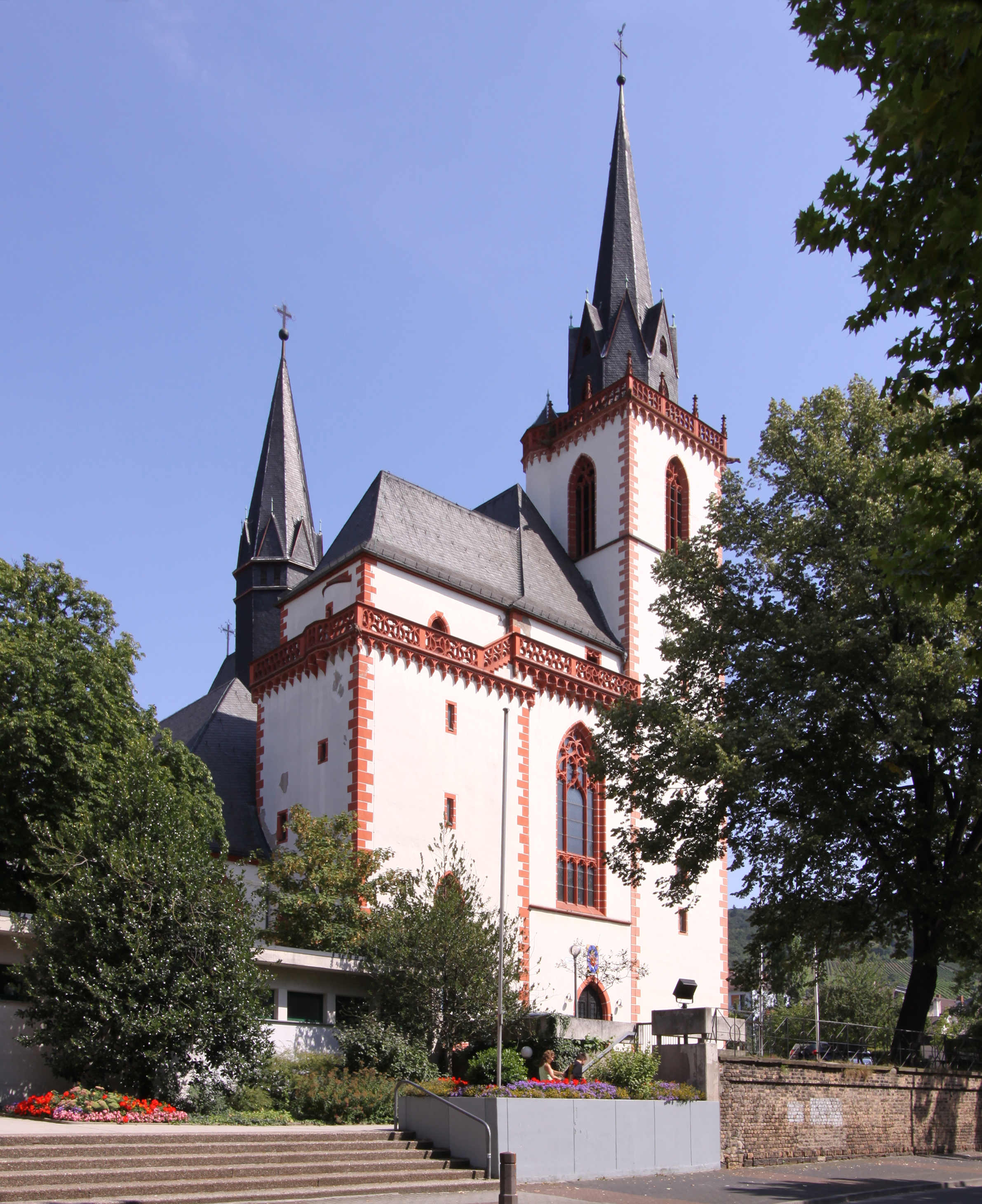
Widok z północnego wschodu
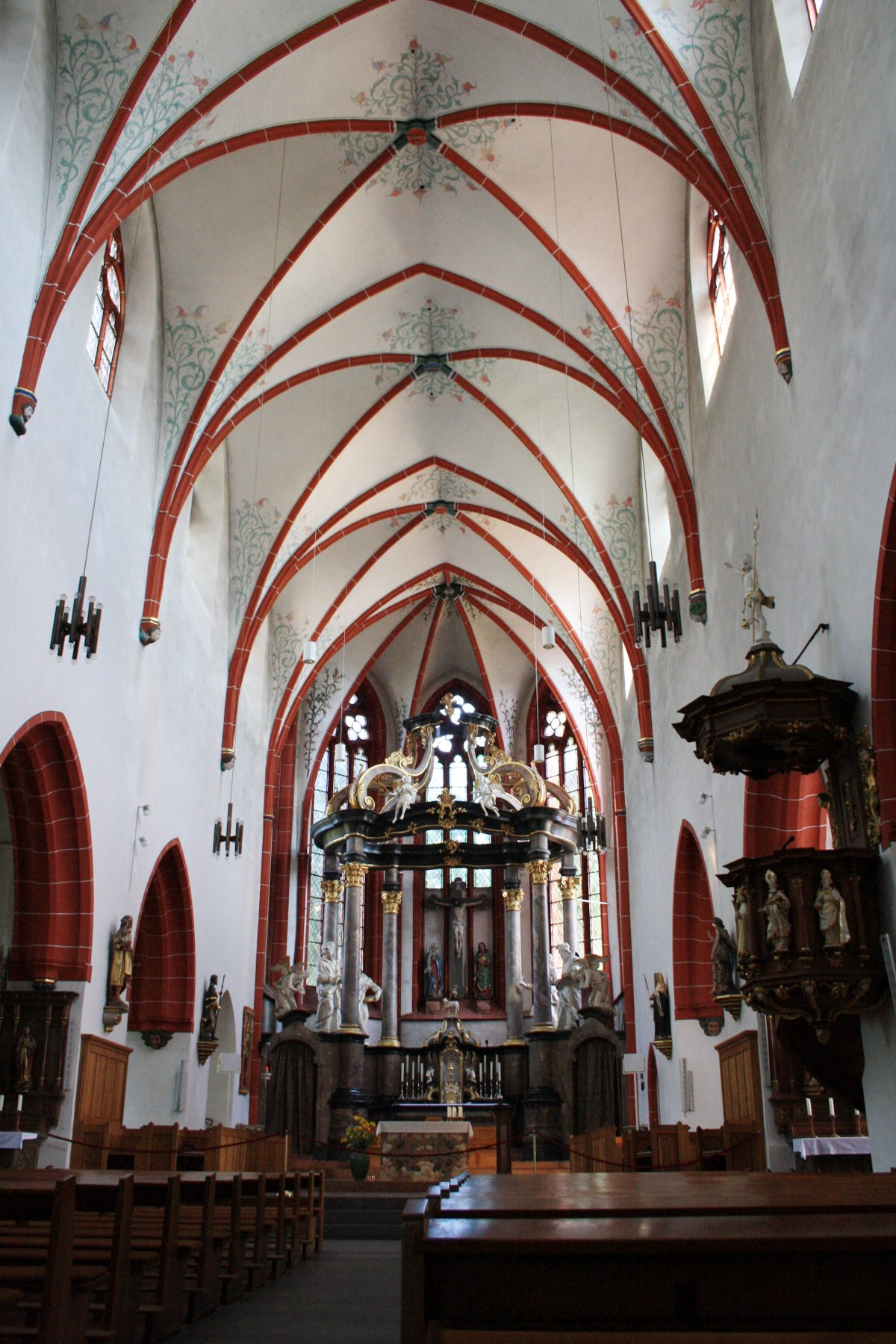
Wnętrze
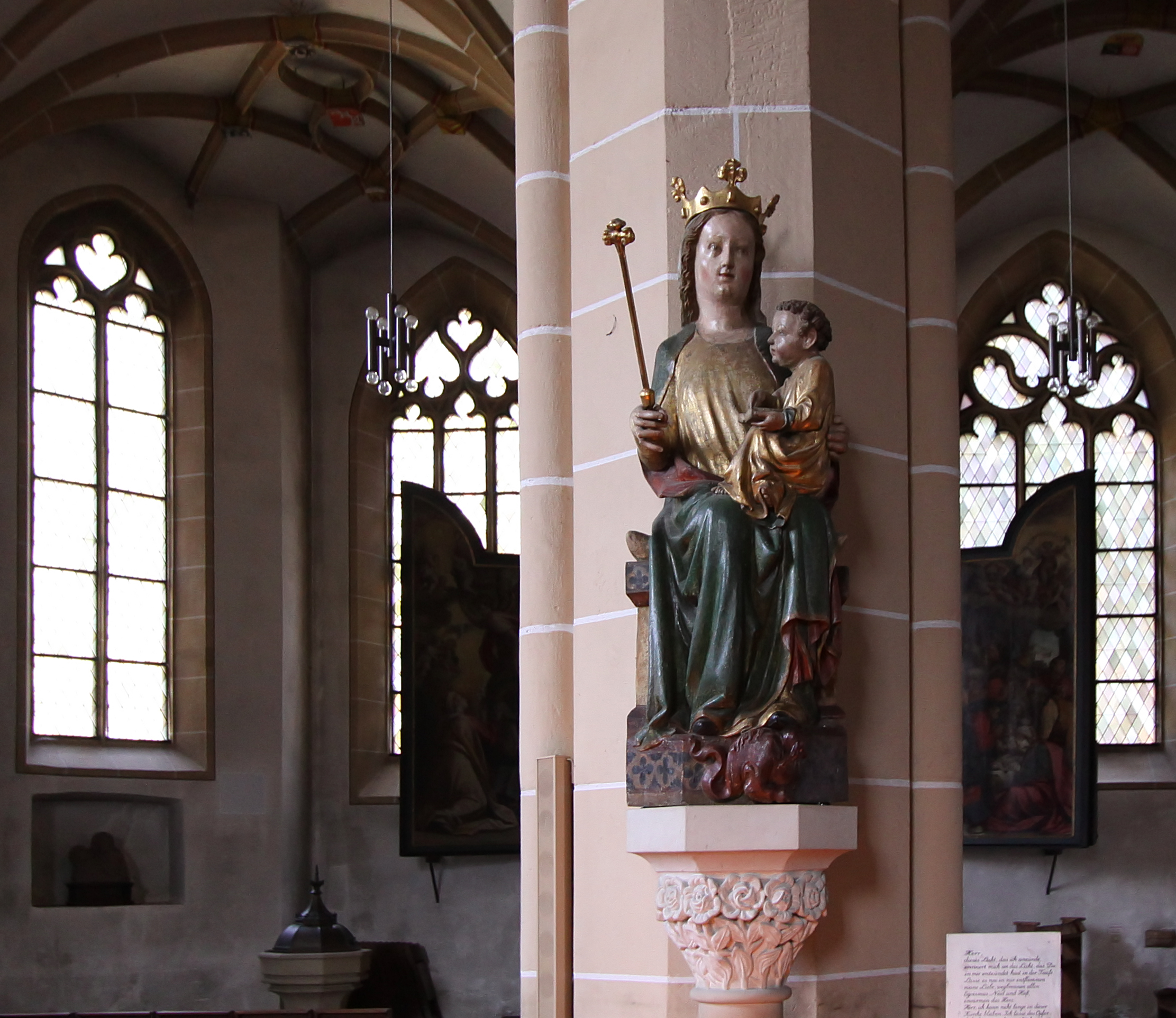
Figura Madonny
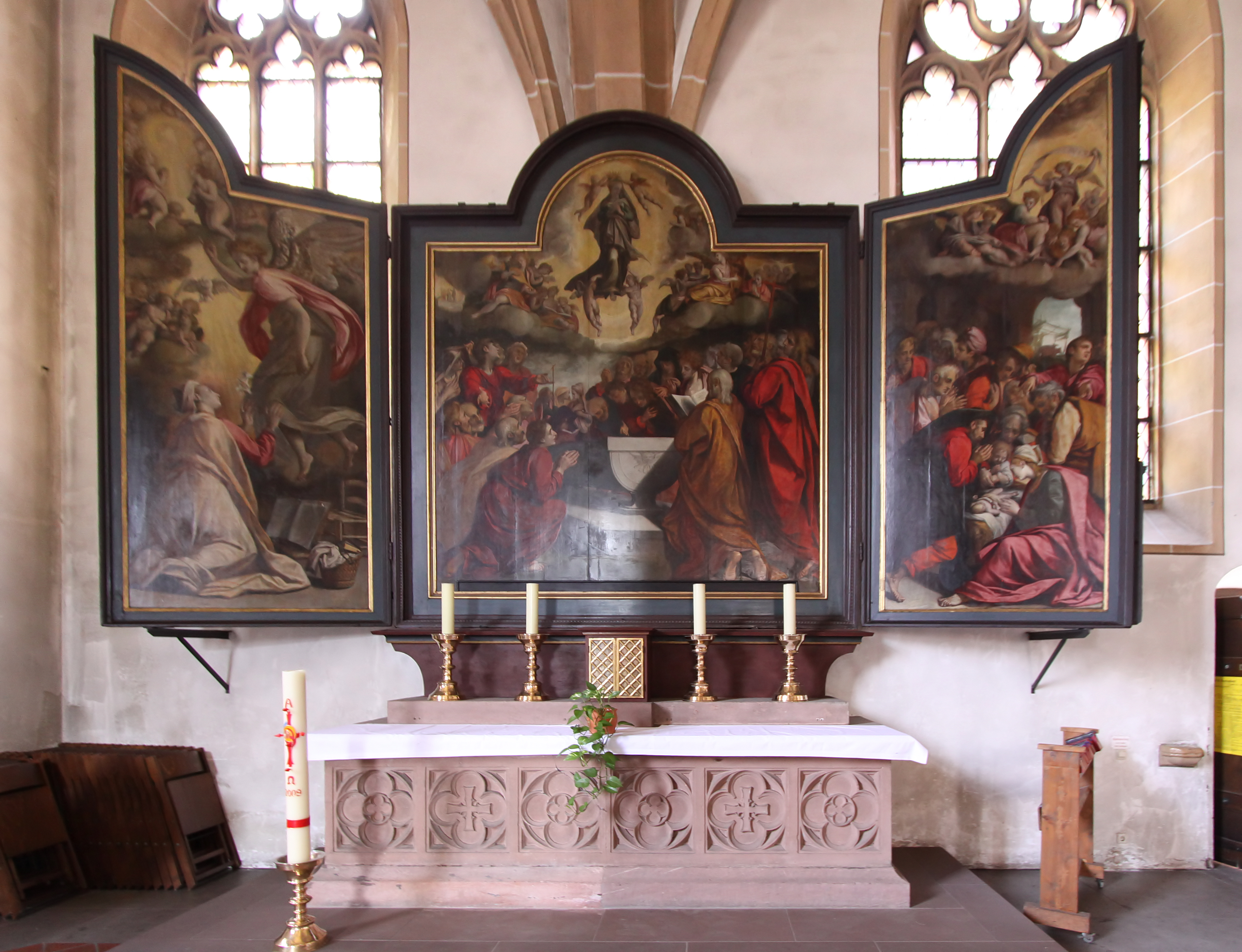
Ołtarz Mariacki
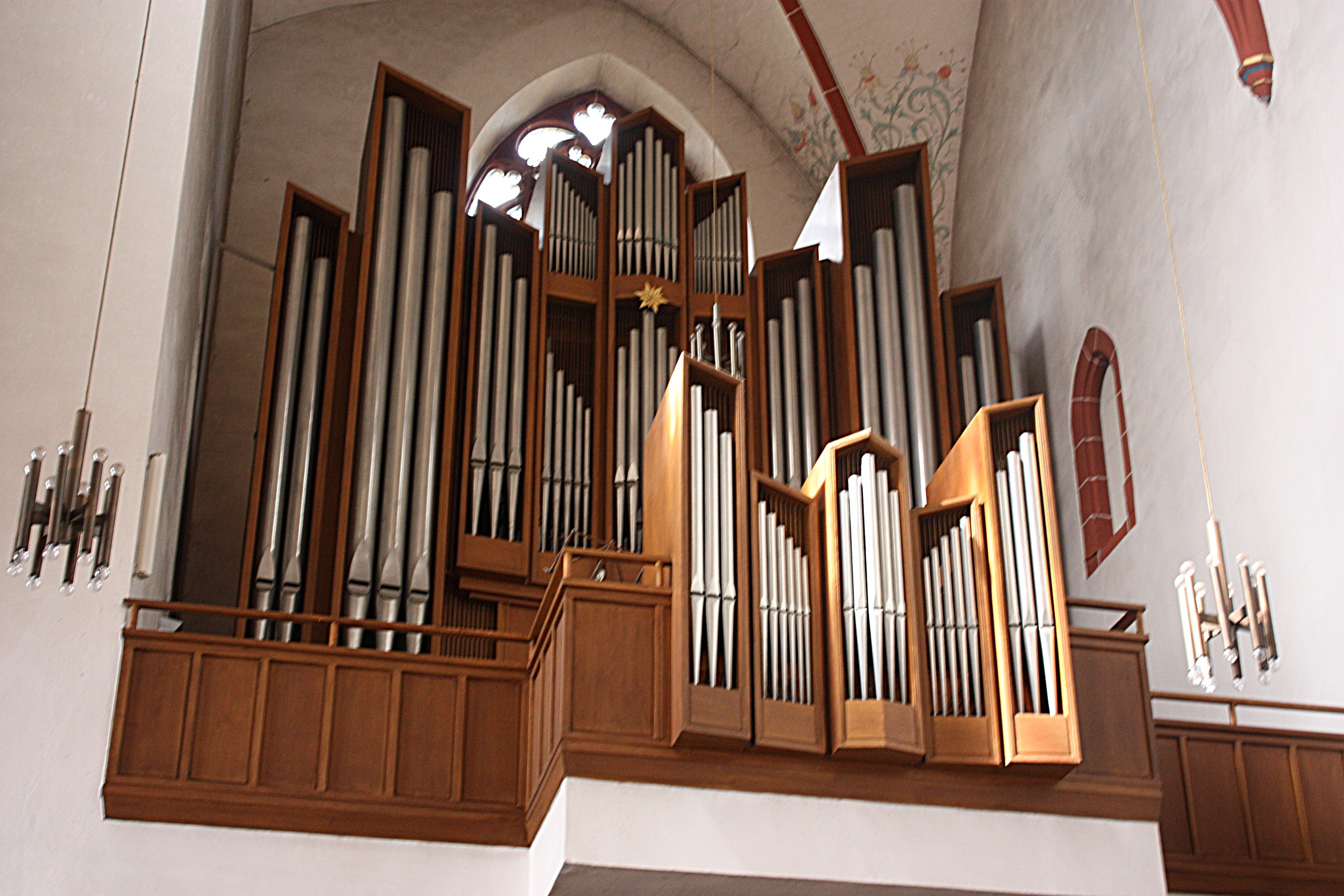
Organy przed demontażem
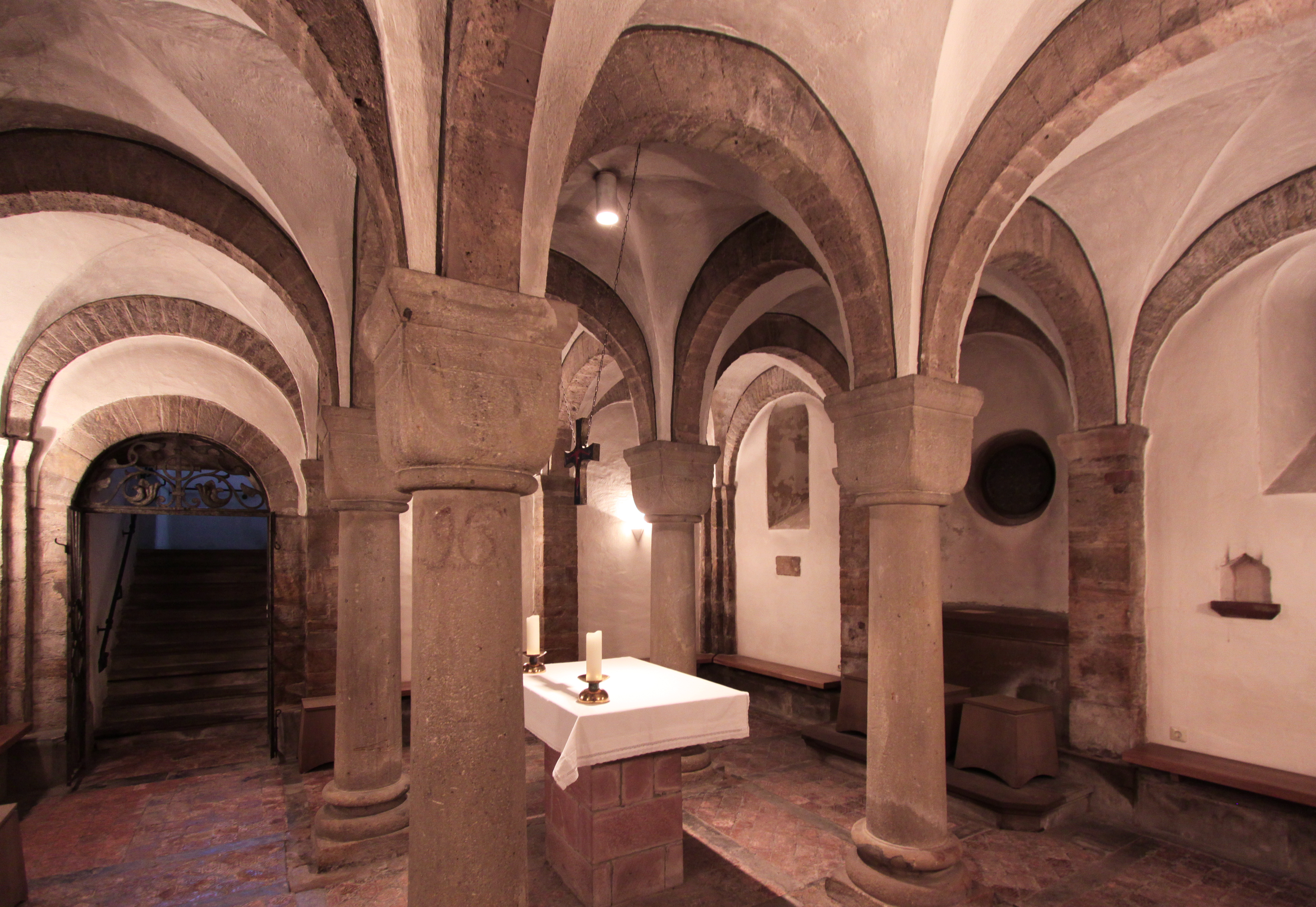
Romańska krypta